# Bataille de Kirbekan
Guerre des Mahdistes (1881-1899)
Batailles
- Aba
- El Obeid
- Première bataille d'El Teb
- Deuxième bataille d'El Teb
- Tamai
- Trinkitat
- El Eilafun
- Abu Klea
- Abu Kru
- Khartoum
- Kirbekan
- Hashin
- Tofrek
- Ginnis
- Metemma
- Toski
- Agordat
- Barca
- Tokar
- Serobeti
- Agordat
- Kassala
- Gulusit
- 1er Sebderat
- 2e Sebderat
- Mokram
- Tucruf
- Firkat
- Hafir
- Bedden
- Redjaf
- Abu Hamed
- Atbara
- Omdurman
- Fachoda
- Gedaref
- Roseires
- Umm Diwaykarat

La bataille de Kirbekan est livrée le 10 février 1885 pendant la guerre des Mahdistes au Soudan.
Une colonne anglo-égyptienne, appelée River Column (colonne du fleuve) commandée par le général William Earle prend d'assaut les hauteurs de Kirbekan où s'était retranchée une forte armée mahdiste. Earle est tué pendant l'action lors de laquelle s'illustre l' Egyptian camel corps (corps égyptien de dromadaires).

## Sources
- (en) Philip Warner, Dervish : the rise and fall of an African Empire, Ware, Hertfordshire, Wordsworth Editions, coll. « Wordsworth military library », 2000, 235 p. (ISBN 978-1-84022-246-3)
- (en) George Bruce et Thomas Benfield Harbottle, The Paladin dictionary of battles, Londres, Paladin, 1986, 356 p. (ISBN 978-0-586-08529-5)
- (en) Peter Young et Michael Calvert, A dictionary of battles,  1816-1976, New York, Mayflower Books, 1978, 606 p. (ISBN 978-0-8317-2260-9)